# Pseudoleria dubia
Pseudoleria dubia är en tvåvingeart som beskrevs av Garrett 1925. Pseudoleria dubia ingår i släktet Pseudoleria och familjen myllflugor.
Artens utbredningsområde är Texas. Inga underarter finns listade i Catalogue of Life.